# Mount Angel
Mount Angel est une ville américaine située dans l'État de l'Oregon et dans le Comté de Marion.

## Démographie
Au recensement de 2010, sa population était de 3 286 hab dont 1 205 ménages et 707 familles résidentes. La densité de population était de 434,2 hab/km2
La répartition ethnique était de 82,6 % d'Euro-Américains et 17,4 % d'autres races.
En 2000, le revenu moyen par habitant était de 15 535 dollars avec 16,3 % vivant sous le seuil de pauvreté.

## Source
- (en) Cet article est partiellement ou en totalité issu de l’article de Wikipédia en anglais intitulé « Mt. Angel, Oregon » (voir la liste des auteurs).